# Туфтіна Галина Опанасівна
Галина Опанасівна Туфтіна (14 жовтня 1933, Новосибірськ, РСФРР, СРСР — 25 червня 2007, Київ, Україна) — радянська і українська співачка, педагог. Народна артистка УРСР (1969). Народна артистка СРСР (1980).
Лауреат Міжнародних конкурсів вокалістів у Софії (1962). Тулузі (1962), Будапешті (1965), Москві (1960).

## Біографія
Народилася 14 жовтня 1933 р. в м. Новосибірську.
Навчалася в Ленінградській консерваторії (1955 — 60 рр.) у класі О.Мшанської.
В 1959 −60 рр. — солістка (мецо-сопрано) Ленінградського театру опери та балету імені С.Кірова (нині Маріїнський театр).
в 1960 — 61 — Ленінградського Малого оперного театру (нині Михайловський театр), в 1961-90 — Київського театру опери та балету.
З 1981 р. по 2007 — викладач Київської консерваторії (з 1989 — професор).
Коронні оперні партії: Амнеріс («Аїда» Дж. Верді). Маріна Мнішек, Марфа («Борис Годунов» та «Хованщина» М.Мусоргського), Кармен («Кармен» Ж.Бізе).
Гастролювала в Іспанії, Франції, Німеччині, Швейцарії, Данії, Бельгії, Польщі, Болгарії, Югославії…
Записувалася на радіо, грамплатівки. Проводила концертну діяльність.
Серед її учнів — А. Швачка, М. Липинська. О. Михайленко, В. Осадчук. О. Зінченко, Т. Странченко.

## Фільмографія
Вокал:
- «Лада з країни берендеїв» (1971)
- «Бумбараш» (1971)
- «Лючія ді Ламмермур» (1980, Укртелефільм)
- «Борис Годунов» (1987)

## Джерело
- Гнидь Б. П. Виконавські школи України. — К.: НМАУ, 2002.
- Галина Туфтіна на discogs.com
- Фільмографія на kino-teatr.ru